# Dicranum latifolium
Dicranum latifolium är en bladmossart som beskrevs av Johann Amann 1918. Dicranum latifolium ingår i släktet kvastmossor, och familjen Dicranaceae. Inga underarter finns listade i Catalogue of Life.